# 桑德古力 (蒙大拿州)
桑德古力（英語：Sand Coulee）是位於美國蒙大拿州喀斯喀特縣的普查規定居民點。

## 歷史
桑德古力的郵局自1884年營運至今。

## 人口
根據2020年美國人口普查的數據，桑德古力的面積為6.96平方千米，皆為陸地。當地共有人口179人，而人口密度為每平方千米25.72人。